# Homestead Act

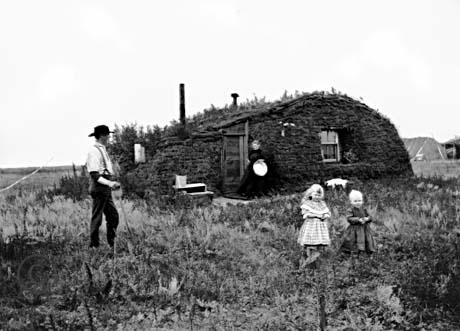
Norští usedlíci v Severní Dakotě 1898

Homestead Act, zákon o usedlících, byl v USA důležitý federální zákon, podepsaný roku 1862 prezidentem Abrahamem Lincolnem. Umožňoval všem občanům USA i přistěhovalcům, aby bezplatně získali 60 ha (později až 2,6 km2) federální zemědělské půdy.

## Historie
Návrh, aby se obrovské plochy na západě USA rozdělily usedlíkům, byl předložen už roku 1850, narazil však na odpor jižanských senátorů, kteří půdu naopak chtěli dávat velkostatkářům. Teprve když roku 1861 vypukla Americká občanská válka a zástupci jižních států kongres opustili, mohl být zákon přijat. Následovalo několik dalších zákonů, které rozšiřovaly působnost i na lesy atd. V letech 1862–1934 tak federální vláda udělila 1,6 milionu povolení a rozdělila téměř 165 tisíc km2 půdy. Kolem roku 1910 byla už většina půdy rozdělena, kromě Aljašky, kde zákon platil až do roku 1986. V ostatních státech skončil roku 1976. Poslední osobou, které byla přidělena půda na základě Homestead Acts, se stal Ken Deardorff, který si podal claim na území v oblasti Stony River na Aljašce v roce 1979, ale půda mu byla přiznána až v květnu 1988.
Homestead Act byl často zneužíván, rodiny i různé společnosti využívaly nastrčených osob a protože i kontrola po pěti letech byla často pouze formální, mohly tak získat velké majetky.

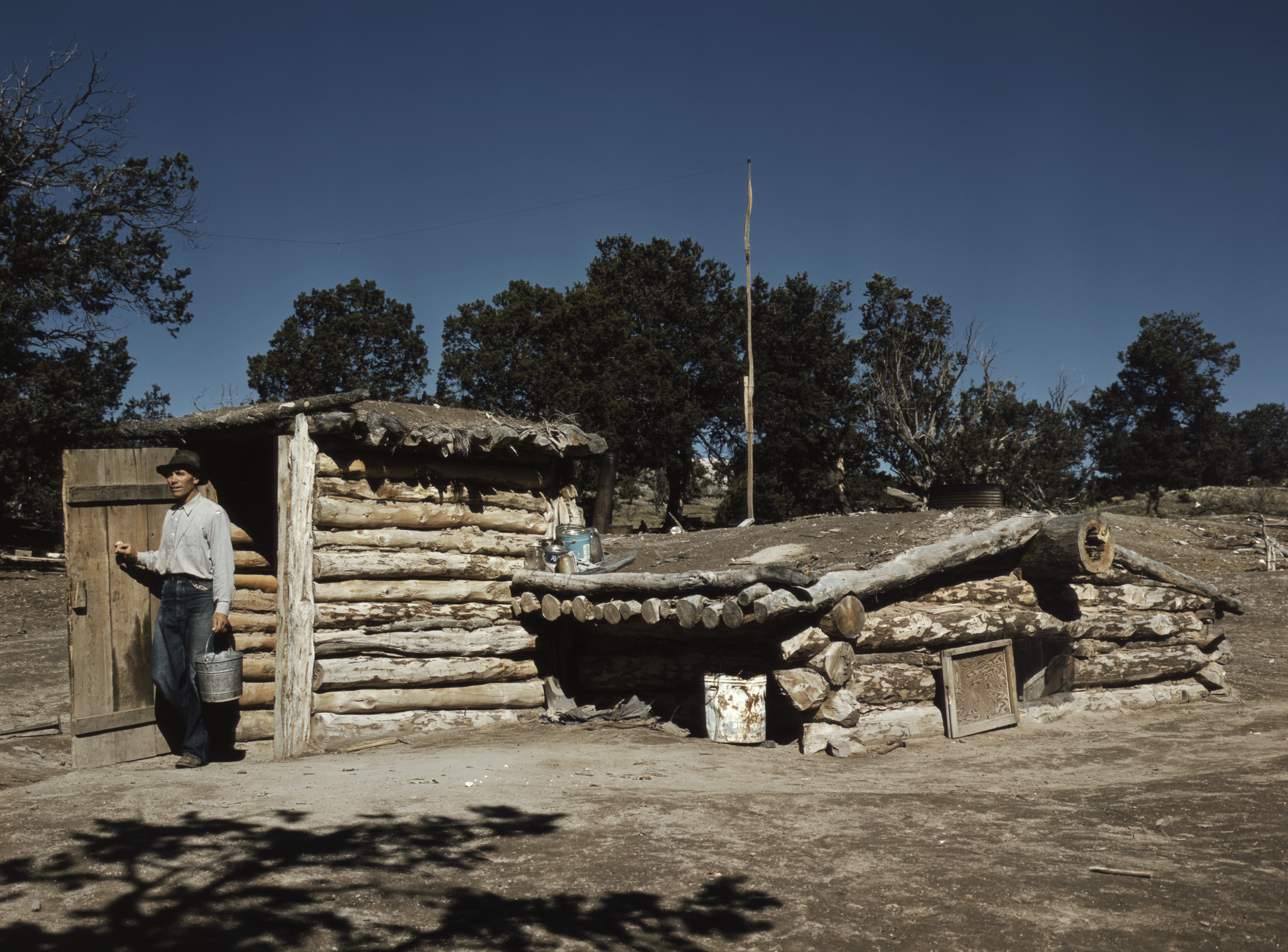
Zemljanka v Novém Mexiku 1940

## Podmínky udělení
O přidělení půdy v západních státech mohl požádat každý občan i legální přistěhovalec, muž, žena i propuštěný otrok, od roku 1868 i Afričan, pokud byl starší než 21 let nebo hlava rodiny. Za přihlášku zaplatil 18 USD. Pokud po pěti letech mohl prokázat, že na přidělené půdě žije a že ji obdělává, získal ji do vlastnictví. Lhůta byla později zkrácena na tři roky, maximální výměra rozšířena až na 2 600 ha, což bylo třeba v suchých stepích na Velkých pláních.

## Další země
Příklad amerického Homestead Act následovala řada dalších zemí: Austrálie (od 1861), Rumunsko (1864), Kanada (1872), Srbsko (1873), Rakousko-Uhersko (1888), Francie (1894), Švýcarsko (1907), Belgie (1909) a Německo (1920). V evropských, již hodně osídlených státech měl ovšem daleko menší význam než v USA.